# Literatura iorubá
Literatura iorubá é a literatura falada e escrita dos iorubás, um dos maiores grupos etnolinguísticos na Nigéria. A língua iorubá é falada na Nigéria, Benim e Togo, bem como em comunidades iorubá dispersas em todo o mundo.

## Escrita
Iorubá não tinha uma forma escrita comum antes do século XIX. Muitas das primeiras contribuições para a escrita iorubá e estudo formal foram feitas por sacerdotes ingleses anglicanos da Inglaterra. A primeira gramática iorubá foi publicada em 1843 pelo Bispo Samuel Ajayi Crowther, que era de origem iorubá.
A forma escrita da língua iorubá vem de uma Conferência sobre Ortografia da Sociedade Missionária da Igreja em Lagos, em 1875. A primeira história do povo iorubá foi compilada pelo reverendo Samuel Johnson, que também era de origem iorubá, em 1897. Assim, a formação da escrita iorubá foi facilitada pelos próprios iorubás apesar do uso do alfabeto romano.

## Mitologia
A religião iorubá está entrelaçada com a história, com iorubá afirmando descender das divindades, e alguns reis se tornaram deificados depois de suas mortes. Itã é a palavra para a soma da religião iorubá, poesia, música e história. As divindades iorubá são chamadas de Orixás, e compõem um dos panteões mais complexos da história oral.
Ifá, um sistema complexo de adivinhação, envolve um recital de poesia iorubá contendo histórias e provérbios sobre a adivinhação. Um recital de adivinhação pode levar uma noite inteira. O corpo desta poesia é vasto, e passou entre oráculos de Ifá.

## Ficção
A primeira obra de ficção é a coletânea de contos Ogboju Ode ninu Igbo Irunmale (traduzido por Wole Soyinka como The Forest of A Thousand Daemons), embora a tradução literal seja "The bravery of a hunter in the forest of deities", escrito em 1938 pelo chefe Daniel O. Fagunwa (1903–1963). Ele contém o picaresco contos de um caçador iorubá encontrando elementos do folclore, tais como magia, monstros, espíritos e deuses. Fagunwa escreveu outros trabalhos com base em temas semelhantes e continua sendo o autor da língua iorubá mais lido.
Amos Tutuola (1920–1997) foi muito inspirado por Fagunwa, mas escreveu em um inglês intencionalmente divagante e quebrado, refletindo a tradição oral. Tutuola ganhou fama por The Palm-Wine Drinkard (1946, pub 1952), e outros trabalhos baseados no folclore iorubá.
Senador Afolabi Olabimtan (1932–1992) era um escritor, professor universitário e político. Ele escreveu romances da língua iorubá sobre a vida e o amor nigerianos modernos, como Kekere Ekun (1967; [rapaz apelidado] Leopard Cub), e Ayanmo (1973; Predestinação).

## Teatro
Em seu estudo pioneiro de teatro iorubá, Joel Adedeji rastreou suas origens para a mascarada do Egungum (o "culto dos ancestrais"). O tradicional rito é controlado exclusivamente por homens e culmina em uma mascarada em que os antepassados retornam ao mundo dos vivos para visitar seus descendentes. Além da origem no ritual, o teatro iorubá pode ser "rastreado para o 'theatrogenic' natureza de um número de deidades no the panteão iorubá, tal como Obatalá o deus da criação, Ogum o deus da criatividade e Xangô o deus do relâmpago", cuja adoração é imbricada "com drama e teatro e seus usos simbólicos e psicológicos."
A tradição teatral Aláàrìnjó surgiu da Mascarada de Egungum. Os Aláàrìnjó eram uma trupe de artistas itinerantes que eram mascarados (assim como os participantes no rito Egungum). Eles criaram cenas curtas, satíricas que desenharam uma série de personagens estereotipados estabelecidos. Suas performances usavam mime, música e acrobacias. A tradição de Aláàrìnjó influenciou o teatro itinerante iorubá, que era a forma mais prevalente e altamente desenvolvida de teatro na Nigéria entre os anos 1950 a 1980. Na década de 1990, o teatro itinerante iorubá mudou-se para a televisão e o cinema e agora apenas apresenta performances ao vivo.
O "teatro total" também se desenvolveu na Nigéria na década de 1950. Usou técnicas não-naturalistas, imagens físicas surrealista, e exerceu um uso flexível da linguagem. A escrita de dramaturgos em meados da década de 1970 usou algumas dessas técnicas, mas as articulou com "uma apreciação radical dos problemas da sociedade."
Os modos tradicionais de desempenho influenciaram fortemente as principais figuras do teatro nigeriano contemporâneo. O trabalho de Hubert Ogunde (às vezes referido como o "pai do teatro iorubá contemporâneo") foi informado pela tradição Aláàrìnjó e Mascarada de Egungum. Ele fundou a primeira empresa profissional de teatro nigeriana em 1945 e serviu em muitos papéis, incluindo dramaturgo, em inglês e iorubá.
Wole Soyinka é "geralmente reconhecido como o maior dramaturgo vivo da África" e foi premiado com o Prêmio Nobel de Literatura de 1986. Ele escreve em inglês, às vezes um pidgin nigeriano e seus súditos (em ambas as peças e as novelas) incluem uma mistura de estilo ocidental, tradicional, e elementos africanos modernos. Ele dá ao deus Ogum uma complexa metafísica significado de seu trabalho. Em seu ensaio "The Fourth Stage" (1973), Soyinka argumenta que "não importa quão fortemente os autores africanos pedem a um indígena forma de arte trágica, eles contrabandeiam seus dramas, através da porta traseira de predileções formalistas e ideológicas, tipicamente noções e práticas ocidentais convencionais de tornar os eventos históricos em tragédia." Ele contrasta o drama do iorubá com drama ateniense clássico, relacionando-se tanto com o filósofo alemão do século 19 Friedrich Nietzsche análise do último em The Birth of Tragedy (1879). Ogum, ele argumenta, é "uma totalidade de virtudes de Apolíneo e Dionisíaco e Prometeu." ele desenvolve uma estética da tragédia do iorubá baseada, em parte, no panteão religioso iorubá (incluindo Ogum e Obatalá).
Akinwunmi Isola é um romancista popular (começando com O Le Ku, Heart-Rending Incidents, em 1974), dramaturgo, roteirista, produtor de filmes e professor de língua iorubá. Seus trabalhos incluem dramas históricos e análises de romances modernos iorubás.